# Vithuvad mås
Vithuvad mås (Larus heermanni) är en vadarfågel i familjen måsfåglar som huvudsakligen häckar utanför nordvästra Mexiko.

## Utseende
Vithuvad mås är en medelstor mås med en kroppslängd på 43–49 centimeter och vingspannet 117–124 centimeter. Den är mycket distinkt med mörk kropp och vitt huvud. Ovansidan är gråbrun, undersidan grå, blekare på övergumpen samt stjärt och vingpennor tydligt vitspetsade. Näbben är klarröd, ofta med en svart spets, medan benen är svarta och irisen mörkbrun med en röd orbitalring runt. Utanför häckningstid är huvudet gråaktigt eller har brunaktiga streck. Ungfågeln är helbrun med blekrosa bas på näbben.

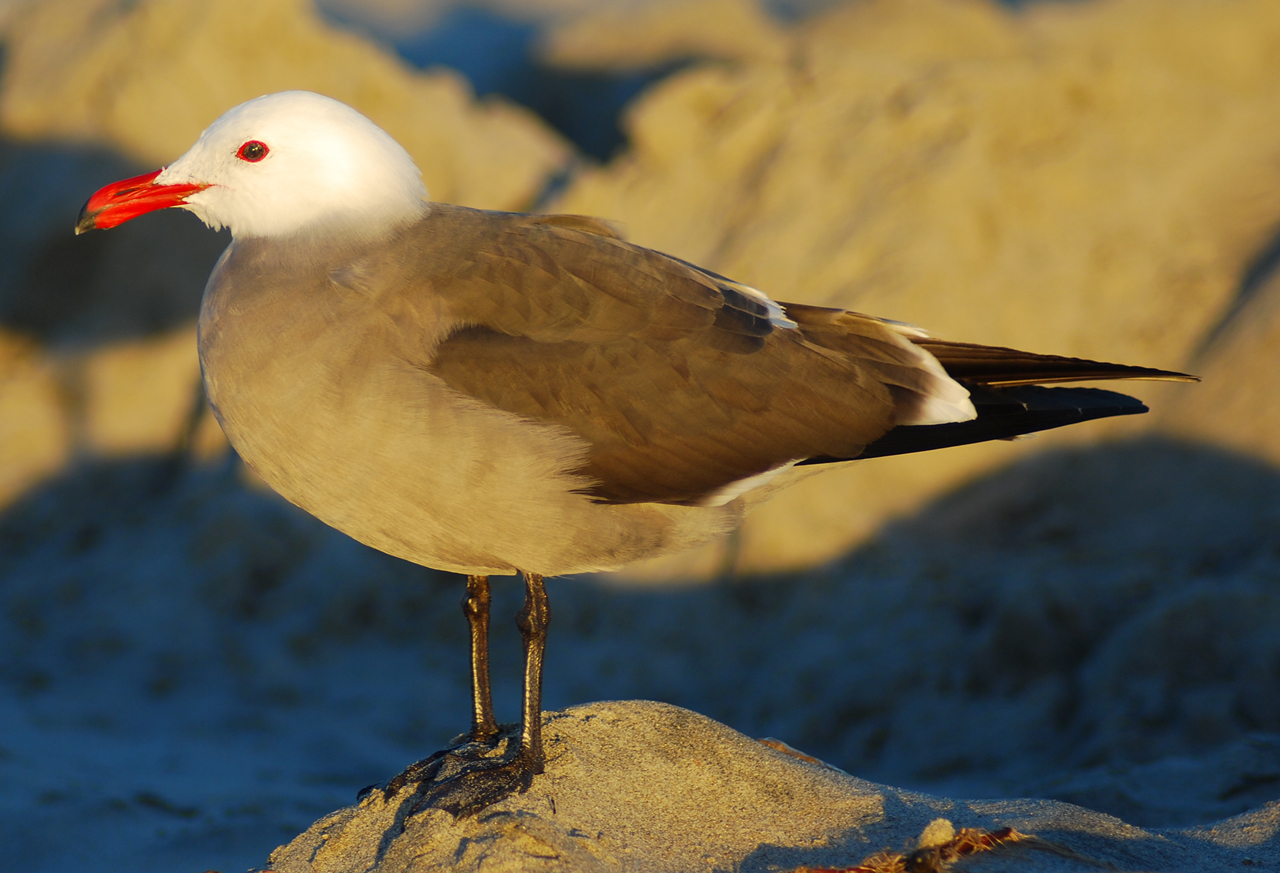
Adult fågel.

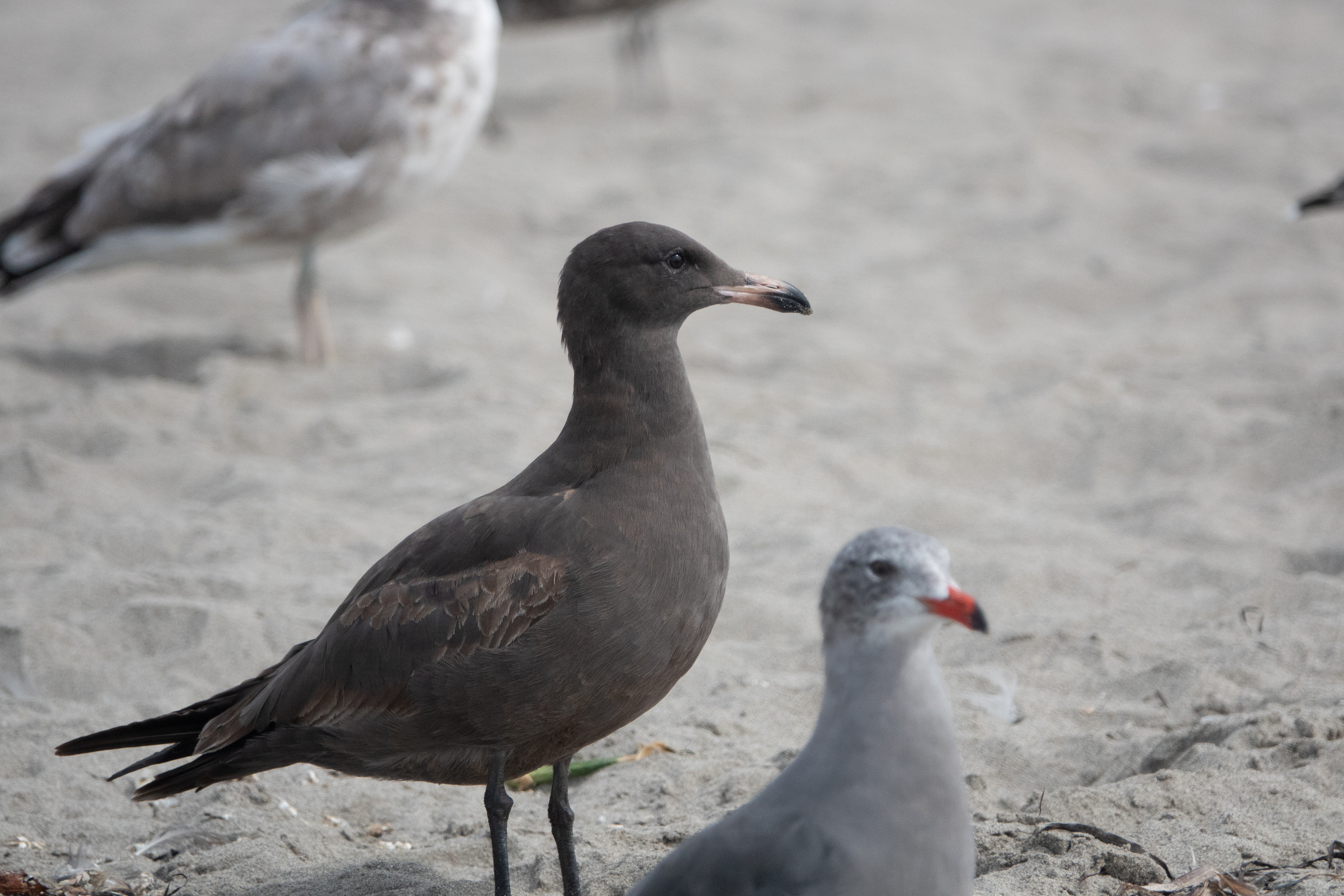
Ungfågel i första vinterdräkt.

## Läten
Lätena beskrivs som ihåliga, låga och trumpetande. Det vanligaste lätet återges i engelsk litteratur "yoww".

## Utbredning och systematik
Fågeln häckar på kustnära öar väster om Mexiko och Kalifornien, där den stora merparten av världspopulationen häckar på en enda ö, Isla Rasa. Vintertid rör den sig norrut ända till British Columbia i Kanada och söderut till Guatemala. Den behandlas som monotypisk, det vill säga att den inte delas in i några underarter.

### Släktskap
DNA-studier visar att arten tillhör en grupp med måsar och trutar som alla till skillnad från vithuvad mås har ett svart ändband på stjärten: de sydamerikanska arterna perutrut och argentinatrut, den australiska arten grovnäbbad trut och den östasiatiska svartstjärtad mås. Dessa är i sin tur systergrupp till en samling vithuvade trutar som gråtrut och havstrut, men också fiskmås och ringnäbbad mås.

## Levnadssätt
Vithuvad mås häckar i täta kolonier på klippkuster och klippöar, med äggläggning från slutet av april och kläckning i mitten av maj. Den födosöker huvudsakligen nära land, men även i havsområdena intill häckningskolonierna, under häckningssäsongen mestadels efter fisk, men tar även ödlor, insekter och andra ryggradslösa djur. Fågeln ses ofta tillsammans med sjölejon.

## Status
Vithuvad mås är inte särskilt ovanlig och det är inte klarlagt om beståndet minskar eller inte, men eftersom utbredningsområdet är väldigt begränsat där 90% av världspopulationen häckar på en enda ö finns en stor risk att arten kan bli hotad i framtiden. Internationella naturvårdsunionen IUCN kategoriserar därför arten som nära hotad.

## Namn
Fågelns vetenskapliga artnamn hedrar Adolphus Lewis Heermann (c.1827-1865), amerikansk upptäcktsresande, naturforskare och samlare av specimen.